# Паякообразни
Паякообразните (Arachnida) са клас безгръбначни трипластни животни от тип членестоноги. Тялото им е съставено от главогръд и коремче. Имат четири чифта крака, нямат антени.
Класът обединява над 60 000 вида. Представителите на класа са предимно хищници. Хранят се с насекоми и други малки животни. Голяма част са отровни, като отделят отрова от специални жлези, за да убият плячката или врага. Тялото на паякообразните се разделя на главогръд и коремче. Антените при тях липсват. Имат четири двойки крака.
Други са паразити, от които една част пренасят болести. Обикновено снасят яйца, от които се излюпват недоразвити възрастни. Някои представители на този клас са:
- Паяци
- Скорпиони
- Псевдоскорпиони
- Кърлежи
- Сенокосци

Паякообразните са предимно сухоземни животни, но се срещат и водни обитатели. Едни от тях са свободно живеещи хищници, други са растителонядни, а трети паразитират по животните и човека.

## Системи на паякообразните
Отделителната система се състои от малпигиеви съдове.
Кръвоносната система е отворена, с тръбовидно сърце.
Дихателна система – белодробни торбички или трахеи.
Нервната система има главов и гръден ганглий, рядко коремна нервна верига.
Полова система и развитие – могат да бъдат разделнополови; пряко развитие, само при кърлежите с метаморфоза. Повечето се грижат за поколението си.
Клас Паякообразни са разделнополови животни. Обикновено развитието е пряко, а при кърлежите е с метаморфоза.
Паякът кръстоносец – коремчето е значително по-голямо от главогръда. По долната му страна се намират паяжинни брадавички, в които се отварят каналчета на паяжинни нишки. При паяците храносмилането започва извънтелесно и завършва в храносмилателната система. Коремчето е от 11 сегмента, които са сраснали помежду си, а на главогръдa са 6. На коремчето има 2 чифта паяжинни брадавички, в които се намират паяжинни жлези. Секретът на паяжинните жлези се втвърдява при контакт с въздух. Уловената жертва на паяк-кръстоносец той оплита в паяжинна нишка и впръсква в нея отрова с хелицерите, а с основата на педипалпите – храносмилателни сокове. След време изсмуква полусмлените хранителни вещества.
Тялото на паякообразните се състои от главогръд и коремче. Крайниците на главогръда са един чифт за хранене, два чифта за хващане на плячка и четири чифта за ходене. Общо са шест чифта. Паяците имат паяжинни брадавици на коремчето, с които правят своите мрежи от паяжина. Тя им служи или за направата на пашкул за отглеждане на малки или за улавяне на храна.

## Произход на думата „арахниди“
Думата „арахниди“ (буквално „потомци на Арахна“) произхожда от древногръцката митология: Според мита, смелата и непокорна тъкачка Арахна, уверена в своите умения, се осмелява да премери сили с богинята Атина Палада, известна като най-умелата тъкачка сред богините. Победата е присъдена на Атина, а Арахна е превърната в паяк, чийто потомци висят на своята мрежа и непрестанно я тъкат. Дори и тези, които не плетат ловни мрежи, не извървяват и крачка без контролната нишка, влачена по земята, защото тя е нишката на живота им.
Учените нарекли с името на Арахна целия клас Паякообразни — Арахнида (Arachnida).

## Представители
- Argiope
- Кърлежи
- Скачащ паяк
- Тарантули
- Черна вдовица
- Дългокрак паяк